# Zuid-Amerikaans kampioenschap voetbal onder 20
Het Zuid-Amerikaans kampioenschap voetbal onder 20 is een internationaal voetbaltoernooi dat vanaf 1954 in Zuid-Amerika gespeeld wordt. Het wordt georganiseerd door de CONMEBOL (de voetbalbond van het Zuid-Amerikaanse continent) en is bedoeld voor spelers van onder de 20 jaar. De toernooien gelden tevens als kwalificatietoernooien voor het wereldkampioenschap voetbal onder 20. Brazilië is recordkampioen, dat land werd 13 keer kampioen.

## Erelijst
| Zuid-Amerikaans kampioenschap voetbal onder 19 (1954–1975)  |            |                                      |                                      |                                      |                                      |                                      |                                      |
| Jaar                                                        | Gastland   | Winnaar                              | Tweede                               | Derde                                | Vierde                               |                                      |                                      |
| 1954 Details                                                | Venezuela  | Uruguay                              | Brazilië                             | Venezuela                            | Peru                                 |                                      |                                      |
| 1958 Details                                                | Chili      | Uruguay                              | Argentinië                           | Brazilië                             | Peru                                 |                                      |                                      |
| 1964 Details                                                | Colombia   | Uruguay                              | Paraguay                             | Colombia                             | Chili                                |                                      |                                      |
| 1967 Details                                                | Paraguay   | Argentinië                           | Paraguay                             | Brazilië Peru                        | Brazilië Peru                        |                                      |                                      |
| 1971 Details                                                | Paraguay   | Paraguay                             | Uruguay                              | Argentinië Peru                      | Argentinië Peru                      |                                      |                                      |
| 1974 Details                                                | Chili      | Brazilië                             | Uruguay                              | Paraguay                             | Argentinië                           |                                      |                                      |
| 1975 Details                                                | Peru       | Uruguay                              | Chili                                | Argentinië                           | Peru                                 |                                      |                                      |
| Zuid-Amerikaans kampioenschap voetbal onder 20 (1977–heden) |            |                                      |                                      |                                      |                                      |                                      |                                      |
| 1977 Details                                                | Venezuela  | Uruguay                              | Brazilië                             | Paraguay                             | Chili                                |                                      |                                      |
| 1979 Details                                                | Uruguay    | Uruguay                              | Argentinië                           | Paraguay                             | Brazilië                             |                                      |                                      |
| 1981 Details                                                | Ecuador    | Uruguay                              | Brazilië                             | Argentinië                           | Bolivia                              |                                      |                                      |
| 1983 Details                                                | Bolivia    | Brazilië                             | Uruguay                              | Argentinië                           | Bolivia                              |                                      |                                      |
| 1985 Details                                                | Paraguay   | Brazilië                             | Paraguay                             | Colombia                             | Uruguay                              |                                      |                                      |
| 1987 Details                                                | Colombia   | Colombia                             | Brazilië                             | Argentinië                           | Uruguay                              |                                      |                                      |
| 1988 Details                                                | Argentinië | Brazilië                             | Colombia                             | Argentinië                           | Paraguay                             |                                      |                                      |
| 1991 Details                                                | Venezuela  | Brazilië                             | Argentinië                           | Uruguay                              | Paraguay                             |                                      |                                      |
| 1992 Details                                                | Colombia   | Brazilië                             | Uruguay                              | Colombia                             | Ecuador                              |                                      |                                      |
| 1995 Details                                                | Bolivia    | Brazilië                             | Argentinië                           | Chili                                | Ecuador                              |                                      |                                      |
| 1997 Details                                                | Chili      | Argentinië                           | Brazilië                             | Paraguay                             | Uruguay                              |                                      |                                      |
| 1999 Details                                                | Argentinië | Argentinië                           | Uruguay                              | Brazilië                             | Paraguay                             |                                      |                                      |
| 2001 Details                                                | Ecuador    | Brazilië                             | Argentinië                           | Paraguay                             | Chili                                |                                      |                                      |
| 2003 Details                                                | Uruguay    | Argentinië                           | Brazilië                             | Paraguay                             | Colombia                             |                                      |                                      |
| 2005 Details                                                | Colombia   | Colombia                             | Brazilië                             | Argentinië                           | Chili                                |                                      |                                      |
| 2007 Details                                                | Paraguay   | Brazilië                             | Argentinië                           | Uruguay                              | Chili                                |                                      |                                      |
| 2009 Details                                                | Venezuela  | Brazilië                             | Paraguay                             | Uruguay                              | Chili                                |                                      |                                      |
| 2011 Details                                                | Peru       | Brazilië                             | Uruguay                              | Argentinië                           | Ecuador                              |                                      |                                      |
| 2013 Details                                                | Argentinië | Colombia                             | Paraguay                             | Uruguay                              | Chili                                |                                      |                                      |
| 2015 Details                                                | Uruguay    | Argentinië                           | Colombia                             | Uruguay                              | Brazilië                             |                                      |                                      |
| 2017 Details                                                | Ecuador    | Uruguay                              | Argentinië                           | Venezuela                            | Argentinië                           |                                      |                                      |
| 2019 Details                                                | Chili      | Ecuador                              | Argentinië                           | Uruguay                              | Colombia                             |                                      |                                      |
| 2021                                                        | Venezuela  | Gecanceld vanwege de coronapandemie. | Gecanceld vanwege de coronapandemie. | Gecanceld vanwege de coronapandemie. | Gecanceld vanwege de coronapandemie. | Gecanceld vanwege de coronapandemie. | Gecanceld vanwege de coronapandemie. |
| 2023 Details                                                | Colombia   | Brazilië                             | Uruguay                              | Colombia                             | Ecuador                              |                                      |                                      |
| 2025                                                        | Venezuela  | Brazilië                             | Argentinië                           | Colombia                             | Paraguay                             |                                      |                                      |

## Overwinningen
| Team       | Kampioen                                                                          | Tweede                                             | Derde                                               | Vierde                                 |
| ---------- | --------------------------------------------------------------------------------- | -------------------------------------------------- | --------------------------------------------------- | -------------------------------------- |
| Brazilië   | 13 (1974, 1983, 1985, 1988, 1991, 1992, 1995, 2001, 2007, 2009, 2011, 2023, 2025) | 7 (1954, 1977, 1981, 1987, 1997, 2003, 2005)       | 3 (1958, 1967, 1999)                                | 2 (1979, 2015)                         |
| Uruguay    | 8 (1954, 1958, 1964, 1975, 1977, 1979*, 1981, 2017)                               | 7 (1971, 1974, 1983, 1992, 1999, 2011, 2023)       | 6 (1991, 2007, 2009, 2013, 2015*, 2019)             | 3 (1985, 1987, 1997)                   |
| Argentinië | 5 (1967, 1997*, 1999, 2003, 2015)                                                 | 8 (1958, 1979, 1991, 1995, 2001, 2007, 2019, 2025) | 8 (1971, 1975, 1981, 1983, 1987, 1988*, 2005, 2011) | 2 (1974, 2017)                         |
| Colombia   | 3 (1987*, 2005*, 2013)                                                            | 2 (1988, 2015)                                     | 5 (1964*, 1985, 1992*, 2023, 2025)                  | 2 (2003, 2019)                         |
| Paraguay   | 1 (1971*)                                                                         | 5 (1964, 1967*, 1985*, 2009, 2013)                 | 6 (1974, 1977, 1979, 1997, 2001, 2003)              | 4 (1988, 1991, 1999, 2025)             |
| Ecuador    | 1 (2019)                                                                          | 1 (2017*)                                          |                                                     | 3 (1992, 1995, 2011, 2023)             |
| Chili      |                                                                                   | 1 (1975)                                           | 1 (1995)                                            | 6 (1964, 1977, 2001, 2005, 2007, 2013) |
| Peru       |                                                                                   |                                                    | 2 (1967, 1971)                                      | 3 (1954, 1958, 1975*)                  |
| Venezuela  |                                                                                   |                                                    | 2 (1954*, 2017)                                     | 1 (2009*)                              |
| Bolivia    |                                                                                   |                                                    |                                                     | 2 (1981, 1983*)                        |

* = Als gastland